# Palais Catherine
Pour le palais à Moscou, voir Palais Catherine (Moscou).
Le palais Catherine (en russe : Екатерининский дворец, Iekaterininski dvorets), appelé aussi improprement palais de Tsarskoïe Selo (car il existe aussi à Tsarskoïe Selo le palais Alexandre), est un palais de Russie du XVIIIe siècle de style baroque, situé à Pouchkine (ancienne Tsarskoïe Selo, c'est-à-dire « village du Tsar »), à 25 km de Saint-Pétersbourg.

## Histoire
Dans l'histoire et l'architecture du palais se reflètent les tendances architecturales de chacune des époques auxquelles le palais a survécu et les préférences personnelles des dirigeants russes de l'époque. Le début de la construction du palais débuta en 1717 sous la direction de l'architecte allemand Johann Friedrich Braunstein en tant que résidence d'été de l'impératrice Catherine Ire. Son inauguration eut lien en août 1724, durant laquelle 13 canons tirèrent chacun 3 salves. L'empereur assista à l'inauguration.
Selon le premier projet, le palais était un petit bâtiment de deux étages de style hollandais, typique de l’architecture russe du début du XVIIIe siècle. En 1743, l'impératrice Élisabeth Ire, qui venait juste de monter sur le trône, chargea les architectes russes Mikhaïl Zemtsov et Andreï Kvassov d'agrandir et d'équiper le palais. C'est sous l'impératrice Élisabeth Ire que le palais acquit son apparence et son style actuel. En mai 1752, elle chargea l'architecte Rastrelli de reconstruire le palais, car elle le considérait trop vieux et trop petit. Après le démantèlement, de grands travaux de restructuration et de construction furent menés pendant quatre ans et un palais moderne, construit dans le style baroque russe, vit le jour. Plus de 100 kilogrammes d'or furent utilisés pour les finitions sophistiquées de la nouvelle façade et pour les nombreuses statues sur le toit. En face de la façade majestueuse, un parc à la française fut aménagé. Le 30 juillet 1756, le nouveau palais, long de 325 mètres, fut inauguré en présence de la Cour et de diplomates.
Traditionnellement, le palais est également associé au nom de la Grande Catherine II, bien que l'impératrice elle-même préférait le style sobre de l'ancien palais à celui exubérant et baroque du nouveau. Selon la volonté de feue l'impératrice Élisabeth, la première chose que Catherine a ordonnée fut de dorer les statues du parc. Après que certaines d’entre elles furent restaurées et après avoir pris connaissance du coût de ces travaux, Catherine ordonna leur suspension. Dans ses Mémoires, elle a réprimandé son prédécesseur pour le gaspillage. Durant tout son règne, Catherine II a reconstruit le palais et le parc à son goût, les rendant plus confortables et plus modestes.
Durant le siège de Léningrad, pendant la Seconde Guerre mondiale, la ville fut l'enjeu de plusieurs combats et bombardements en particulier mi-septembre 1941, quand les troupes allemandes prirent la ville puis en janvier 1944, lorsque celles-ci quittèrent la ville en détruisant le palais Catherine.

## Architecture

### Âme de Tsarskoïe Selo
Catherine II, dite la Grande, agrandit le palais existant. La galerie d'art du palais ne comptait qu'une douzaine d'œuvres originales, c'est pourquoi Catherine II envoya des ambassadeurs à travers l'Europe pour acquérir les plus belles œuvres existantes. Bientôt, la collection impériale compta près de quatre mille toiles.
Catherine aménaga des pavillons et des jardins à l'anglaise autour du grand étang du palais.

### Façade
La façade du palais Catherine mesure plus de 300 mètres de long. De couleur bleue avec des piliers blancs, elle est ornée de sculptures dorées.

### Les intérieurs du palais de Catherine
L'escalier d'apparat
En 1752-1756, lors de la reconstruction du Grand palais de Tsarskoïe-Selo, Rastrelli disposa l'escalier d'apparat trop loin du portail d'entrée, dans la partie sud de l'édifice surmontée d'une coupole avec flèche. Sous le règne de Catherine II, l'escalier de Rastrelli fut démoli et sur ordre de l'impératrice, Cameron en conçut un autre en bois d'acajou dans la partie centrale du palais, à l'emplacement du salon chinois créé par Rastrelli. En 1860-1863, cet escalier fut lui aussi refait en marbre par Monighetti, en style rococo, avec balustrades ajourées et décor de vases.
La grande salle
La grande salle ou Galerie lumineuse, comme on l'appelait au XVIIIe siècle, est la plus grande salle d'apparat du palais. Elle fut créée selon le projet de Rastrelli en 1752-1756. Cette magnifique salle, de plus de 800 mètres carrés, était destinée aux réceptions officielles, aux grandes cérémonies et banquets et aux bals masqués.
Les murs sont couverts de sculptures dorées du sol au plafond. À l'époque impériale, on allumait 700 bougies qui se reflétaient dans les miroirs et donnaient une sensation de fête éternelle. Grâce aux 13 grandes fenêtres de chaque côté et les miroirs entre elles, l'architecte F. B Rastrelli a pu obtenir un tel effet que la salle semble énorme et sans fin. Tout le son  est répété 32 fois ici. Cela a été créé exprès pour que la voix de l'impératrice soit plus redoutable et plus autoritaire.
Pendant la Seconde Guerre mondiale, la Salle dorée, comme les autres salles du palais, a été incendiée par les Allemands et ce qu'on voit aujourd'hui est un effort colossal des travailleurs soviétiques qui ont reconstitué  chaque détail de l'intérieur à l'identique.
La salle à manger des chevaliers
La salle à manger des Chevaliers, se disposant à côté de la grande salle, a été également conçue sur le projet de Rastrelli. Ses dimensions sont petites et pour cette raison, l'architecte plaça sur les murs des glaces et installa de fausses fenêtres à miroirs, ce qui rend la pièce visuellement plus vaste et plus claire.
Sur les tables de la salle à manger des Chevaliers sont exposées des pièces des célèbres services dits « des ordres », qui sont décorés des insignes et des rubans des ordres russes.
Ces services furent exécutés, en 1777-1785, par la première manufacture privée de porcelaine appartenant à Francis Gardner.
Durant plusieurs dizaines d'années, ces services étaient utilisés pendant les jours des grandes fêtes consacrées aux patrons célestes des principaux ordres honorifiques: ordre de Saint-André, de Saint-Georges, de Saint-Alexandre-Nevsky et de Saint-Vladimir.
La salle des Tableaux
Cette salle d'apparat du grand palais de Tsarskoïe Selo, baptisée ainsi grâce à son ornementation originale (des tableaux disposées en tapisserie, c'est-à-dire les uns à côté des autres sur toute la surface des murs) fut conçue par Rastrelli dans les années 1750. La superficie de cette salle est 180 mètres carrés.
La principale collection des tableaux fut acquise par l'impératrice Élisabeth en 1745-1746. Les tableaux furent choisis par le peintre Georg Grooth à Prague et à Hambourg.
Au XVIIIe siècle, la salle servait aux réceptions diplomatiques, on y donnait des banquets et des soirées musicales et, au cours de la guerre de Sept Ans (1756-1763), elle fut le lieu de réunion de la Conférence de la Haute cour.
En été 1757, c'est ici que se déroula la remise solennelle des drapeaux et clés des villes prussiennes conquises.
Le salon d'ambre
Chaque pièce est ornée de sculptures, de miroirs et de statuettes. Une des pièces les plus spectaculaires du palais est la Chambre d'ambre. Autrefois la salle était couverte d'ambre véritable du sol au plafond. Pendant la Seconde Guerre mondiale, le château et les jardins ont beaucoup souffert des déprédations de l'armée allemande et à cette époque la Chambre d'ambre a disparu. Elle a été reconstituée à l'identique sur financement allemand et inaugurée en 2003. L'enfilade au passage d'or, œuvre de Rastrelli, est composée de cinq portes dorées.

## Parc

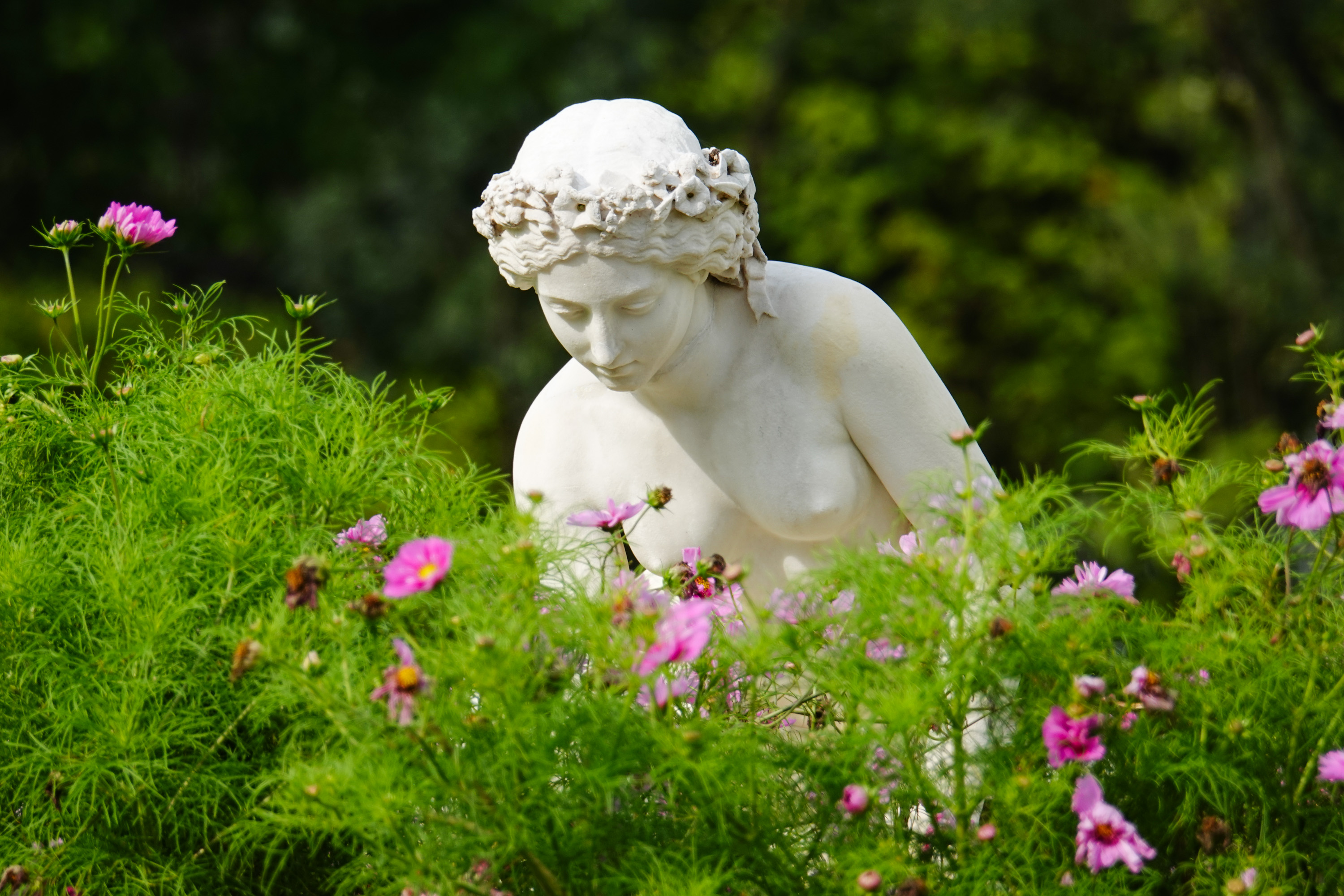
Une nymphe dans la parc du palais Catherine. Septembre 2018.

Le parc comporte de nombreuses folies (fabriques de jardin) : la Grotte (ou salon du Matin), l'Amirauté, la colonne de Tchesmé, les Bains turcs, la Pyramide, le pont de Marbre (ou palladien), la Tour en ruine, le Pavillon grinçant, la Gloriette, etc.
À l'extérieur, dans le magnifique parc de plus de 100 hectares, la construction la plus originale est la galerie Cameron, décorée de bustes de personnages et de dieux antiques, ou le pavillon d'Agate et le Jardin suspendu. Le parc paysager s'articule autour du Grand Étang avec la célèbre colonne de Tchesmé, commémorant la grande victoire navale sur les Turcs, et des pavillons comme les Bains turcs en forme de mosquée, pavillons néo-classiques aux volumes géométriques adoucis d'incrustations en relief.

## Illustrations

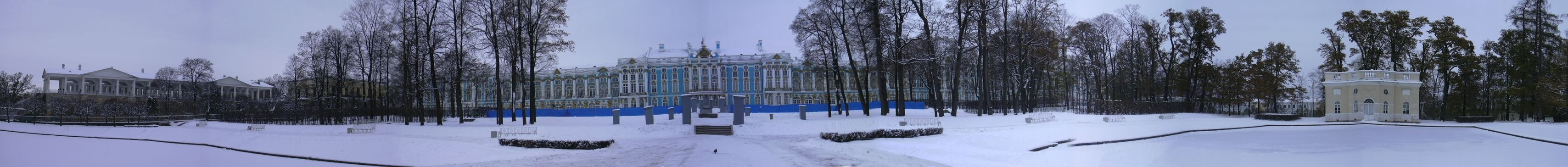
Le palais Catherine en hiver.

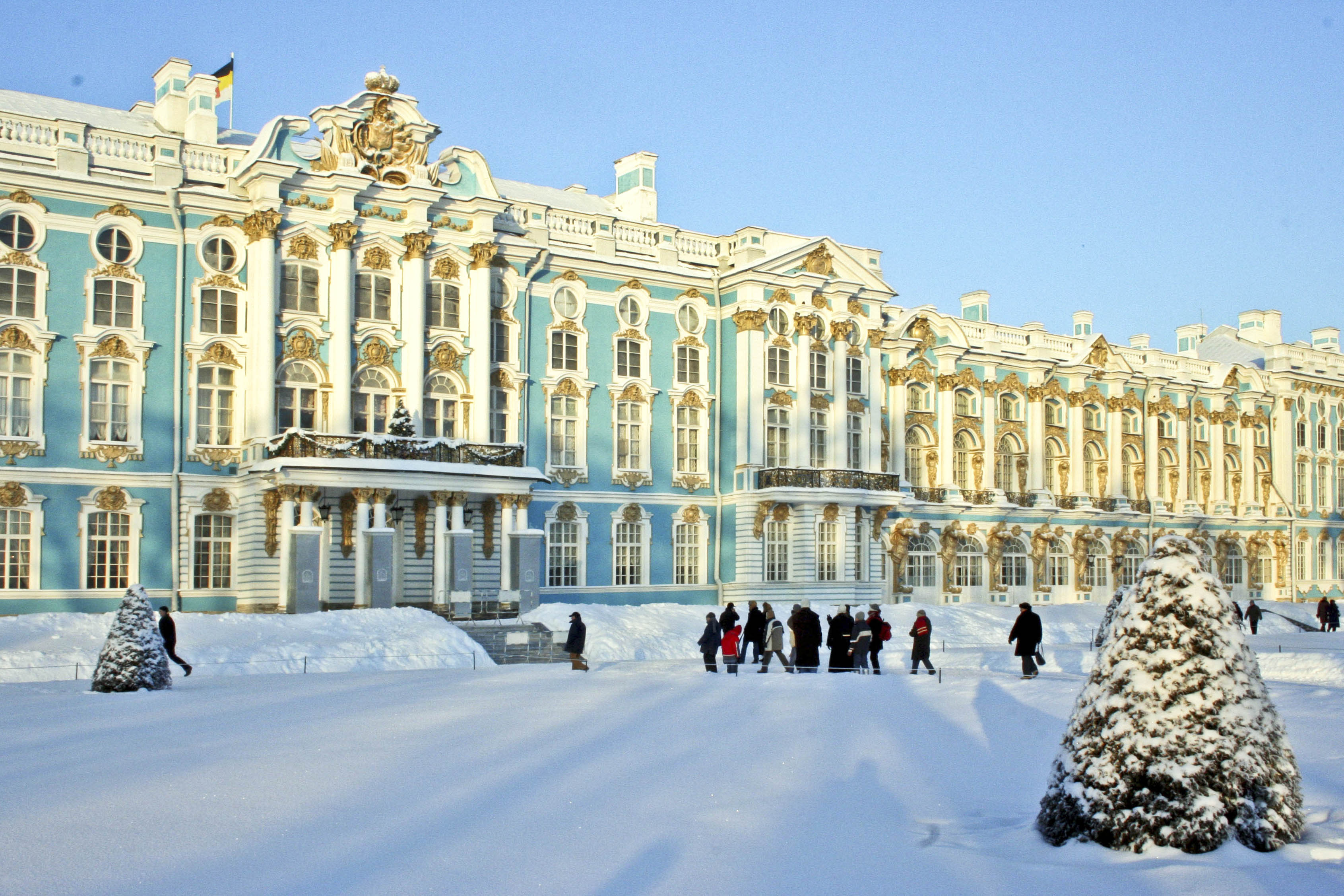
Façade sud.
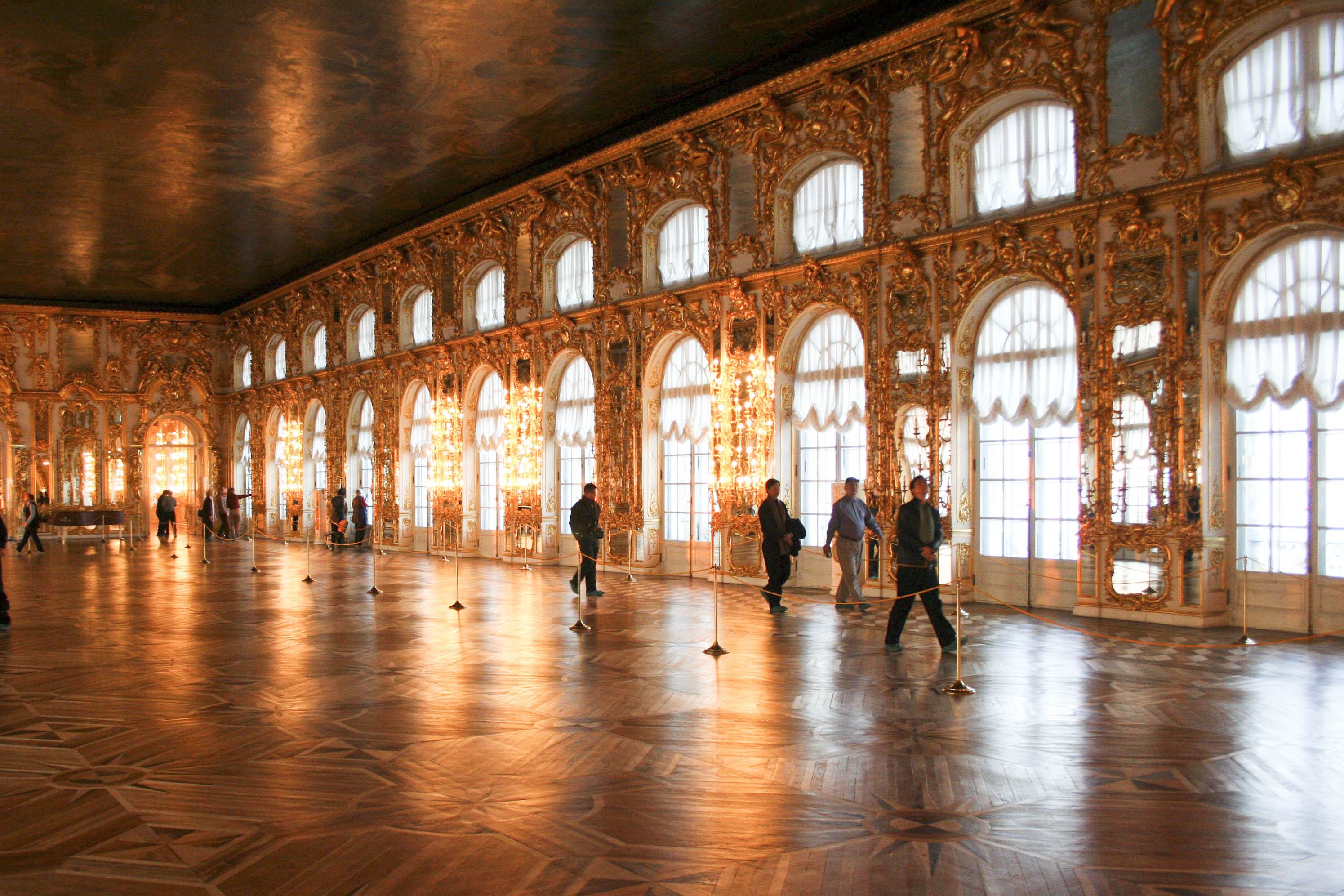
Salle de bal.
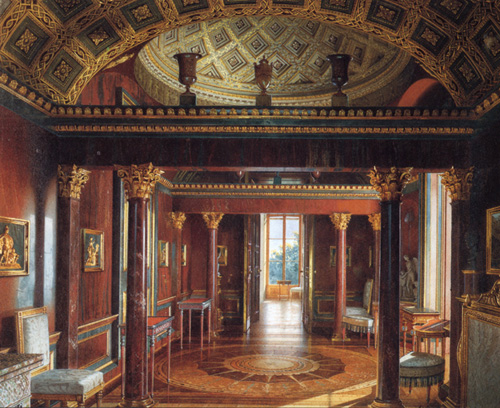
Salons d'agate de Catherine II.
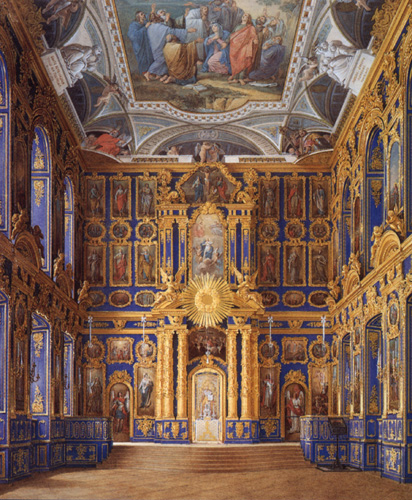
Chapelle.
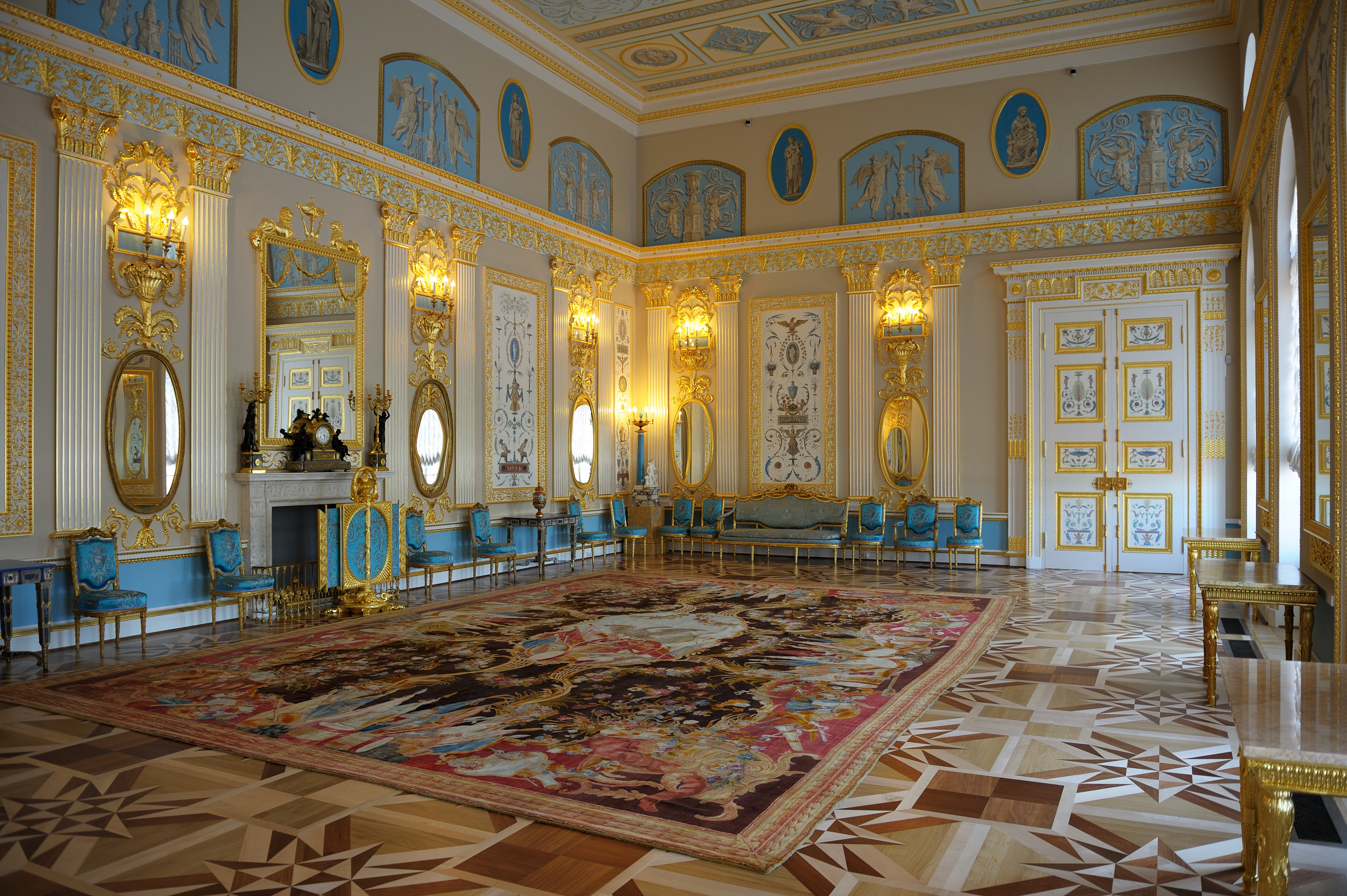
Le salon Bleu, ou salon des Arabesques.
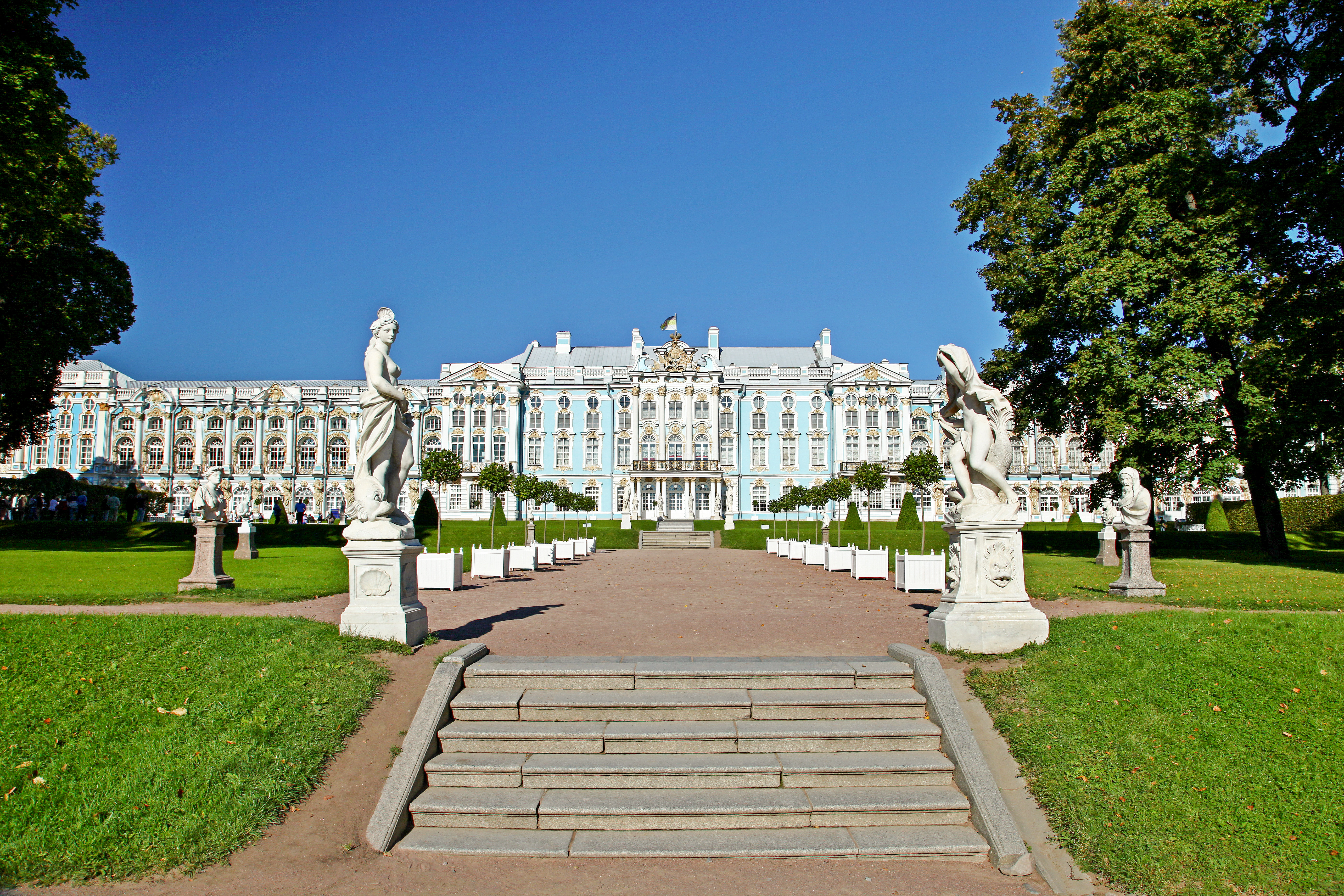
Vue depuis le jardin
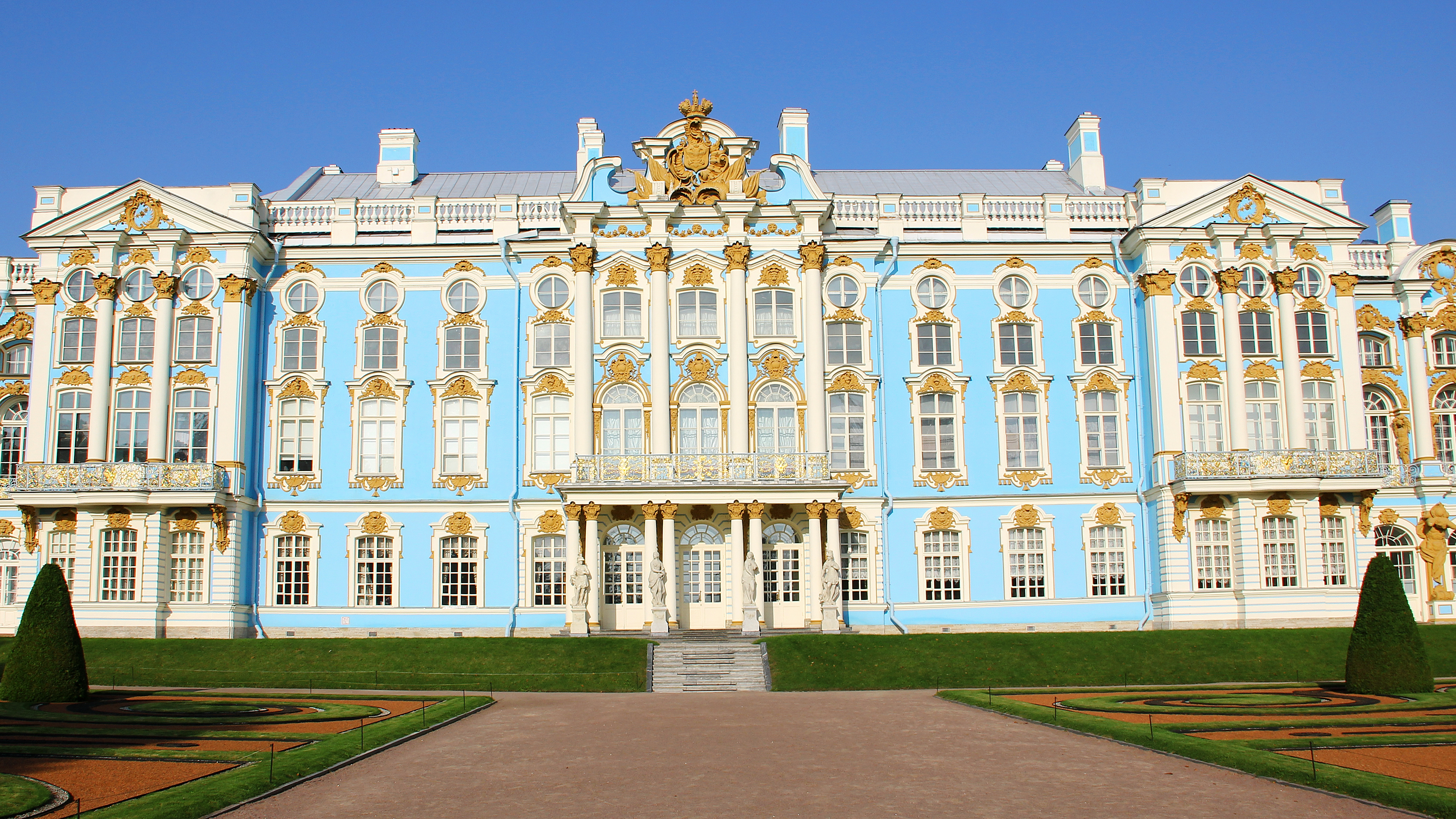